# Jozef Dian
Jozef Dian (7. srpna 1956 Nová Baňa – 13. listopadu 2014 Trnava) byl slovenský fotbalista, který nastupoval nejčastěji jako záložník. Po skončení aktivní kariéry byl trenérem mládeže a také sportovním ředitelem.
Jeho švagrem byl prvoligový fotbalista Vlastimil Opálek.

## Fotbalová kariéra
Hrál za Spartak Trnava. V československé lize nastoupil v 240 utkáních a dal 32 góly. V Poháru vítězů pohárů nastoupil ve 2 utkáních. Do Trnavy přišel ze Žiaru nad Hronom. Po ukončení aktivní kariéry bylo jeho další působení i nadále spjato se Spartakem Trnava.

## Ligová bilance
| Ročník                                   | Zápasy | Góly | Minuty | Klub           |
| ---------------------------------------- | ------ | ---- | ------ | -------------- |
| 1. československá fotbalová liga 1975/76 | 11     | 2    | 875    | Spartak Trnava |
| 1. československá fotbalová liga 1978/79 | 19     | 2    | 1 552  | Spartak Trnava |
| 1. československá fotbalová liga 1979/80 | 30     | 3    | 2 700  | Spartak Trnava |
| 1. československá fotbalová liga 1980/81 | 28     | 4    | 2 462  | Spartak Trnava |
| 1. československá fotbalová liga 1981/82 | 28     | 5    | 2 256  | Spartak Trnava |
| 1. československá fotbalová liga 1982/83 | 28     | 2    | 2 463  | Spartak Trnava |
| 1. československá fotbalová liga 1983/84 | 18     | 2    | 950    | Spartak Trnava |
| 1. československá fotbalová liga 1984/85 | 24     | 6    | 1 930  | Spartak Trnava |
| 1. československá fotbalová liga 1985/86 | 27     | 3    | 1 877  | Spartak Trnava |
| 1. československá fotbalová liga 1986/87 | 27     | 3    | 1 732  | Spartak Trnava |
| CELKEM                                   | 240    | 32   | 18 797 |                |